# Silk Road
Silk Road (englisch für Seidenstraße, als Anspielung auf die historische Handelsroute) war ein als Hidden Service im Tor-Netzwerk betriebener virtueller Schwarzmarkt. Insbesondere wurden dort illegale Drogen und verschiedene digitale Güter gehandelt, wobei als einziges Zahlungsmittel die Kryptowährung Bitcoin zum Einsatz kam. Nachdem die ursprüngliche Plattform nach zweieinhalb Jahren Aktivität beschlagnahmt und der mutmaßliche Betreiber festgenommen worden war, wurde sie nur einen Monat später unter Silk Road 2.0 wiedereröffnet. Durch Knacken des Anonymisierungs-Netzwerks „Tor“ im Rahmen der Operation Onymous und einen noch vor jenem Zeitpunkt eingeschleusten Agenten gelang ein Jahr später im November 2014 eine erneute Beschlagnahmung.
Letztlich zog der Niedergang des originalen Silk Road einen regelrechten Boom an Darknet-Märkten nach sich, wodurch schon bald die Alternativen Agora und Evolution (seit März 2015 abgeschaltet) Silk Road als größten und bekanntesten Markt überholen konnten.

## Geschichte
Silk Road ging erstmals im Januar 2011 in Betrieb. Zweieinhalb Jahre später konnte durch ein Datenleck im Login-Bildschirm der Server in einem Rechenzentrum in Island lokalisiert werden dies führte direkt zur Verhaftung von Ross Ulbricht im Oktober 2013. Unter dem Pseudonym Dread Pirate Roberts (nach einer Figur aus dem Fantasyfilm Die Braut des Prinzen) soll dieser die Plattform betrieben oder mitbetrieben haben. Auch Silk Road selbst und Bitcoins im Gegenwert von mehr als 3 Millionen US-Dollar wurden beschlagnahmt.
Bis dahin waren über Silk Road umgerechnet ca. 1,2 Milliarden US-Dollar umgesetzt worden, wovon 80 Millionen als Provision an den oder die Betreiber gegangen waren.
Bereits knapp einen Monat später ging die zweite Version Silk Road 2.0 unter deutlich verschärften Sicherheitsvorkehrungen ans Netz; auch ein neuer Dread Pirate Roberts trat im offiziellen Forum in Erscheinung. Als mutmaßliche Mitbetreiber der Plattform wurden im Dezember drei der Forenmoderatoren im Rahmen einer internationalen Fahndung ausfindig gemacht und ergriffen.
Im Februar 2014 wurde schließlich Anklage gegen Ulbricht erhoben; diese lautete unter anderem auf Bildung einer kriminellen Vereinigung, Drogenhandel, das Hacken von Computern und Geldwäsche.
Im Februar 2014 wurde die Plattform unter Ausnutzung einer Schwachstelle im Bitcoin-Protokoll gehackt, wodurch alle auf der Plattform zirkulierenden Bitcoins abgehoben wurden. In der Folge kündigte man die vorübergehende Sperrung der Seite zwecks Implementierung weiterer Sicherheits-Features an. Bis Juni desselben Jahres hatten die meisten vom Hack betroffenen Nutzer ihre Bitcoins zurückerhalten.
Zusätzlich zur bestehenden Anklage wurden im August weitere Anschuldigungen gegenüber Ulbricht erhoben. Diese lauteten auf Handel mit Betäubungsmitteln, Internetdrogenhandel und Inverkehrbringung gefälschter Ausweispapiere. In allen bis dato vorgebrachten Punkten bekannte sich Ulbricht als „nicht schuldig“.
Silk Road 2.0 wurde weiterhin massiv und gut organisiert durch Distributed-Denial-of-Service angegriffen. Im September 2014 wurde die Plattform für einige Tage vom Netz genommen und die Software entsprechend angepasst; auch das offizielle Forum war zeitweise offline.
Am 6. November 2014, fast genau ein Jahr nach der Gründung des Portals, wurde Silk Road 2.0 durch eine international koordinierte Aktion unter anderem des US-Inlandsgeheimdienstes FBI und Europol beschlagnahmt und abgeschaltet. Im Zuge dessen wurde auch der vermutliche Betreiber der Plattform, Blake Benthall (Nickname Defcon), von den Behörden festgenommen. Bereits wenige Stunden später traten Seiten wie Silk Road Reloaded und Silk Road 3.0 in Erscheinung; es handelt sich dabei jedoch lediglich um spontane Umbenennungen bestehender Märkte und sehr wahrscheinlich um Betrugsversuche. Obwohl im Verlauf der Operation mehrere hundert Darknet-URLs übernommen und stillgelegt worden waren, waren die beiden großen Märkte Agora und Evolution zu keinem Zeitpunkt betroffen und blieben in Betrieb.
Nach dreiwöchigem Prozess vor dem Manhattan Federal Court wurde Ross Ulbricht am 4. Februar 2015 durch die Jury in allen Anklagepunkten schuldig gesprochen und am 29. Mai 2015 zu lebenslanger Haft ohne Möglichkeit der vorzeitigen Entlassung auf Bewährung verurteilt; mit der Bestätigung durch ein Berufungsgericht am 31. Mai 2017 wurde das Urteil rechtskräftig.
Nach dem Schuldspruch 2015 wurden ein Beamter der Drug Enforcement Administration namens Carl Force und ein Agent des Secret Service namens Shaun Bridges wegen des Verdachts festgenommen, die Ermittlungen gegen Ulbricht genutzt zu haben, um sich zu bereichern. Unter anderem soll Force Ulbricht mit Informationen aus den Ermittlungsakten erpresst und die Identität eines festgenommenen Silk Road-Administrators angenommen haben, mit dem Ziel 250.000 US-Dollar einzustreichen und zusätzlich die Wallets von Händlern, die er zuvor aus ihren Benutzerkonten ausgesperrt hatte, zu plündern. Zwecks Verschleierung der damit verbundenen Geldwäsche über die Bitcoin-Handelsbörse Mt.Gox hatte er einen Einziehungsbeschluss gegen den Betreiber Mark Karpelès erwirkt, was zu einer Verfälschung mehrerer Ermittlungsfälle führte. Nachdem er sich bereits im Juli der Erpressung, Geldwäsche und Behinderung der Justiz für schuldig bekannt hatte, wurde Force im Oktober 2015 zu 78 Monaten (mehr als 6 Jahren) Haft verurteilt. Bridges bekannte sich der Geldwäsche und Behinderung der Justiz für schuldig und erklärte sich darüber hinaus zu einer Entschädigungszahlung von 500.000 US-Dollar bereit. Er erhielt im darauffolgenden Dezember eine Haftstrafe von 71 Monaten (fast 6 Jahren).
Der mit dem Fall betraute Bundesrichter Richard Seeborg äußerte sich gegenüber dem Gericht dahingehend:

“This, to me, is an extremely serious crime consisting of the betrayal of public trust from a public official. From what I can see, it was motivated by greed. No departure or variance is warranted in this case. I seldom find myself in the position of imposing a high-end sentence, but I find this is warranted in this case.”

„Für mich stellt dies ein äußerst ernsthaftes Verbrechen dar, welches in einem Bruch des öffentlichen Vertrauens durch einen öffentlichen Amtsträger besteht. So wie ich es sehe, war es durch Gier motiviert. In diesem Fall wird keine Abkehr oder Abweichung gewährt. Selten sehe ich mich in der Position, ein hohes Strafmaß zu verhängen, doch in diesem Fall halte ich es für gerechtfertigt.“

## Geschäftsabwicklung

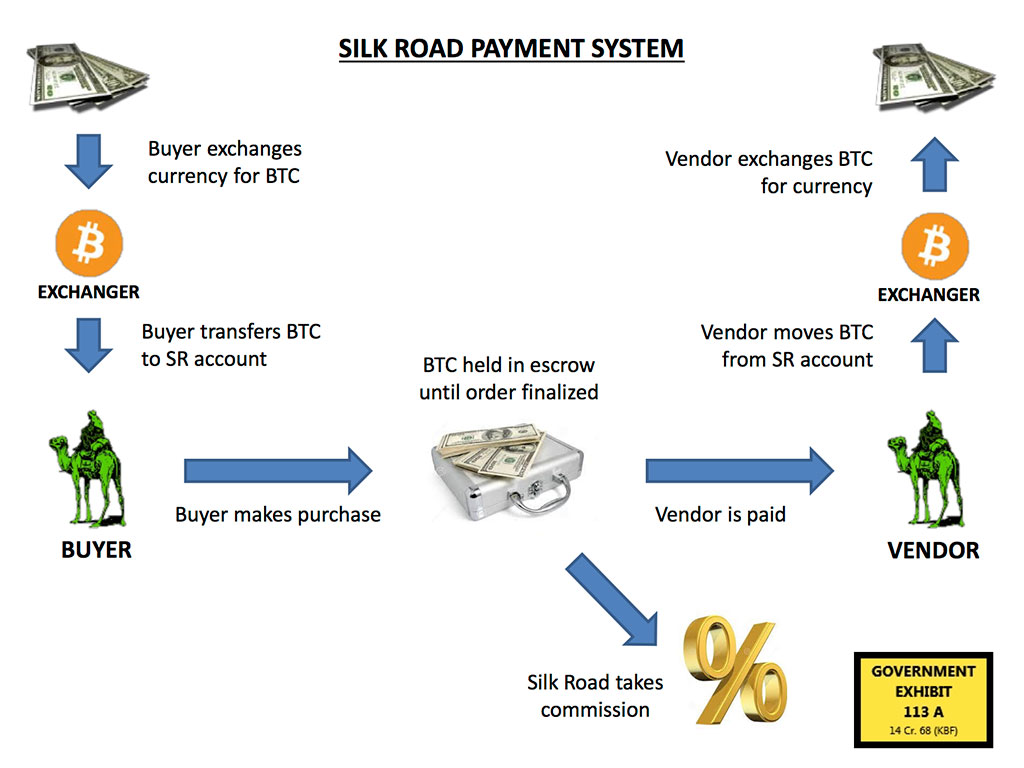
Geldfluss bei einem Darknet-Markt-Geschäft; das Beispiel zeigt den Geldfluss des nicht mehr existierenden Darknet-Markts Silk Road. Urheber des Flowcharts ist die US-Regierung.

Aufmachung und Benutzerschnittstelle waren professionell ausgeführt und ähnelten der anderer virtueller Marktplätze wie eBay oder Amazon. Silk Road stellte jedem Account ein Wallet mit mehreren Bitcoin-Adressen zur Verfügung. Mit Abschluss eines Kaufs wurde die entsprechende Summe direkt an den Händler überwiesen; eine manuelle Finalisierung durch den Käufer war nicht mehr notwendig und auch das Treuhandsystem war aufgrund von Sicherheitsbedenken deaktiviert worden.
Zu gekauften Produkten konnte Feedback in Form einer Rezension und Bewertung hinterlassen werden. Im Fall von Problemen mit der Abwicklung existierte ein ticketbasierter Support, welcher sich vornehmlich mit der Untersuchung von Betrugsfällen befasste. Auch ein offizielles Community-Forum war vorhanden.

## Sicherheitsmechanismen
Da Silk Road ein permanentes Ziel von Strafverfolgungsbehörden war, wurde von allen Teilnehmern erwartet, dass sie sich an gewisse Regeln bezüglich der Anonymität halten. So hatte sämtliche Kommunikation, insbesondere die Übermittlung von Lieferadressen, verpflichtend unter Verwendung starker PGP-Verschlüsselung zu erfolgen. Außerdem wurde angesichts des im Darknet weit verbreiteten Identitätsdiebstahls dringend zur Aktivierung der Zwei-Faktor-Authentifizierung geraten, wobei nach der Eingabe des Login-Namens und Passworts mittels des eigenen privaten PGP-Schlüssels ein kurzes Rätsel entschlüsselt werden muss.
Für den sicheren und anonymen Zugriff auf die Plattform wurde im offiziellen Forum als Mindestmaßnahme das Tor Browser Bundle nebst einer aktuellen PGP-Implementierung (wie etwa gpg4usb) empfohlen. Idealerweise werden die Programme, welche beide keine Installation benötigen, mitsamt den privaten Schlüsseln und anderen sensiblen Daten auf einen (z. B. mit VeraCrypt oder dm-crypt) verschlüsselten Wechseldatenträger kopiert. Windows-Nutzern wird darüber hinaus die Verwendung eines spezialisierten Linux-Live-Systems wie Tails nahegelegt, da insbesondere die Kombination von Windows 8 und TPM 2.0-Hardware keinerlei Sicherheit vor beliebigen Fremdeingriffen mehr biete.
Derzeit sind Bitcoins nicht völlig anonym, sondern lediglich „pseudonym“; anhand der Metadaten sind Transaktionen unter Umständen zu einer bestimmten Bitcoin-Adresse zurückverfolgbar. Um dieses Risiko auszuschalten, existieren sogenannte Mixing Services bzw. Tumbler, bei denen mittels zufälliger Auszahlung aus einem geteilten Pool die Herkunft verschleiert wird.

## Strafverfolgung von Beteiligten
Im Zusammenhang mit Silk Road kam es wiederholt zu Festnahmen zumeist von bedeutenden Großhändlern, seltener von Endabnehmern und Kleindealern.
Erstmals wurde ein Nutzer der Plattform im Februar 2013 in Australien aufgespürt und verhaftet. Zu einer Welle weiterer Festnahmen kam es im Oktober, als im Gefolge der Beschlagnahmung des originalen Silk Road acht Beteiligte in den Vereinigten Staaten, Großbritannien und Schweden aufgegriffen und im Zuge dessen Bitcoins im Gegenwert von 3,5 Millionen US-Dollar beschlagnahmt wurden. Im April 2014 wurde der erste bekannte Silk Road-Millionär, ein Niederländer, in Florida verhaftet; im Mai desselben Jahres wurde in Texas ein weiterer Großhändler gestellt.

## Trivia
Einer unveröffentlichten Studie der Universitäten von Lausanne und Manchester nach könnte die Funktion als virtueller Großhandelsplatz möglicherweise zu einer Abnahme von Einschüchterung und Gewaltkriminalität im Zusammenhang mit Drogenhandel geführt haben.

## Dokumentarische und Filmische Erwähnung

### Dokumentationen
- 2015: Alex Winter: Deep Web – Der Untergang der Silk Road.
- 2017: Gangster – Ohne Skrupel und Moral; Staffel 4, Folge 6: Ross William Ulbricht.
- 2017: Mark Lewis: Silk Road: Drugs, Death and the Dark Web.

### Filme
- 2021: Silk Road – Gebieter des Darknets